# 조선아시아태평양평화위원회
조선아시아태평양평화위원회(朝鮮아시아太平洋平和委員會)는 조선민주주의인민공화국 통일전선부의 외곽단체이다. 1994년 5월에 설립되었으며 조선아태위(朝鮮아太委), 아태위(아太委)로 약칭된다. 

## 결성과 목적
1994년 5월에 결성되었다.
2000년 6월 15일 제1차 남북정상회담 이후 남북 민간 및 경제협력 교류가 시작되면서 이를 담당하는 기구로 발족하였다. 

## 조직
- 위원장
- 부위원장
- 대변인[2]
- 실장
- 서기장
- 참사
- 연구위원

## 활동
형식상 민간기구의 성격을 띠고 있는 대외정책 기구이지만, 조선로동당 통일전선부의 통제 하에 실질적으로 대남 당국 및 민간 협상을 전담하는 역할을 수행하였다. 기본적으로 아시아, 태평양 국가들과의 관계를 개선하기 위한 창구로서 유력 외국 인사를 북한으로 초청하고, 국제학술회의에 참여하는 등 북한의 대외 이미지 개선을 위한 활동을 진행하고 있다. 최근에는 남북 간의 각종 민간교류와 경협업무의 집행기관으로서의 역할을 수행하고 있고, 개성관광사업, 금강산관광사업, 남북정상회담 등 남북관계에서 큰 정치적 비중을 갖고 있는 사업을 주로 담당하고 있다.
현대아산이 금강산관광사업을 하였을 때 북측 대표기구로 활동하였다.

## 역대 조선아시아태평양평화위원장
- 초대 김영철 (1946년)[5]

## 같이 보기
- 조선로동당 통일전선부
- 화전양면전술
- 남북 관계
- 금강산
- 현대아산